# 16102 Barshannon
16102 Barshannon è un asteroide della fascia principale. Scoperto nel 1999, presenta un'orbita caratterizzata da un semiasse maggiore pari a 2,4067251 UA e da un'eccentricità di 0,1318524, inclinata di 2,03516° rispetto all'eclittica.